# Underbara älskade
Underbara älskade är en svensk dramafilm från 2006 skriven och regisserad av Johan Brisinger, med Michael Nyqvist och Anastasios Soulis i huvudrollerna.
Vid Guldbaggegalan 2007 vann filmen Biopublikens pris och Anastasios Soulis var nominerad till bästa manliga huvudroll.

## Handling
Lasse (spelad av Michael Nyqvist) mister sin hustru och yngste son i en bilolycka. Den äldre sonen Jonas (Anastasios Soulis) förlorar sin mamma och yngre bror. Lasse och Jonas tillbringar sommaren i skärgården och deras förmåga att handskas med sorgen sätts på prov.

## Rollista
- Michael Nyqvist – Lasse
- Anastasios Soulis – Jonas
- Moa Gammel – Helena
- Catherine Hansson – Lotta
- Sten Ljunggren – Morfar Sven
- Anita Wall – mormor Svea
- Philip Zandén – Simon
- Carl Ljunggren – Erik
- Teresia Björk – Mamma
- Stig Engström – Lage
- Dylan Thomas – Axel
- Johan H:son Kjellgren – läkaren
- Anna Lindholm – Karin
- Michael Merikan – Henrik
- Lotti Winnerby – lärare

## Produktion
Filmen är inspelad på ön Härmanö väster om Orust. Hamnen som förekommer i filmen är i verkligheten en vanlig småbåtshamn utan handelsbod och färjeavsläpp. Hamnen finns i Skalhamn som ligger strax utanför Lysekil. Före inspelningen av filmen gjordes den vanliga hamnboden om till en affär och båtarna fick göra plats åt färjan som trängde sig in i den lilla hamnen.